# Ludovico I Pico
Ludovico I Pico, riportato anche come Lodovico I Pico (Mirandola, 1472 – Polesella, 16 dicembre 1509), è stato un nobile e condottiero italiano, signore di Mirandola e conte di Concordia dal 1502 al 1509.

## Biografia
Figlio secondogenito di Galeotto I Pico e di Bianca d'Este, il 5 gennaio 1491 dovette sottoscrivere le disposizioni successorie volute dal padre secondo il diritto di maggiorasco, in base al quale il fratello primogenito Gianfrancesco II avrebbe ereditato tutto il patrimonio familiare, mentre precedentemente alle dispute tra il padre e lo zio Antonmaria tutti gli eredi diventavano egualmente signori dello Stato della Mirandola.
Ludovico passò quindi al mestiere delle armi, al soldo di vari Sovrani italiani impegnati nelle lotte sfociate nelle guerre d'Italia: nel 1494 fu arruolato con un salario di 6.000 ducati annui dal Regno di Napoli contro Carlo VIII di Francia. Ritenuto fra i più abili condottieri, il 6 luglio 1495 prese parte alla battaglia di Fornovo come comandante della compagnia milanese della Lega antifrancese comandata Gian Giacomo Trivulzio, suo futuro suocero. L'anno successivo combatté contro i fiorentini nelle file di Ludovico il Moro andate in aiuto di Pisa, distinguendosi in modo particolare nelle battaglie di Castelnuovo Garfagnana e Barga. In seguitò passò alla controparte fiorentina, combattendo alla guida di 100 uomini d'arme e 150 balestrieri a cavallo, insieme ai capitani Giampaolo Baglioni, Ranuccio da Marciano, Jacopo IV Appiano, Ottaviano Riario, Paolo Vitelli e Vitellozzo Vitelli.
Nel 1498 divenne cameriere del duca di Milano Ludovico Sforza, presso la cui corte partecipò abilmente ad una giostra organizzata da Galeazzo Sanseverino.
Il 9 aprile 1499 morì il padre Galeotto I, cosicché Ludovico decise di abbandonare le guerre in Romagna per andare nelle Fiandre a rivendicare la propria investitura sulla Mirandola presso l'imperatore Massimiliano in cambio di alcune missioni diplomatiche di pacificazione con gli svizzeri, che però non ebbero successo.
Nel 1500 fu fatto prigioniero dai francesi durante l'assedio di Novara, al quale aveva partecipato per conto di Ludovico il Moro: venne liberato solo dopo il pagamento di 2 500 ducati da parte dello zio Antonmaria Pico, il quale in seguito gli donò il castello di Concordia. Nel 1501 Ludovico sposò Francesca Trivulzio e nel 1502, mentre combatteva gli spagnoli a Napoli al servizio di Cesare Borgia, suo fratello Gianfrancesco occupò Concordia. Ludovico allora si alleò col fratello minore Federico I Pico e, aiutati dal marchese di Mantova Francesco Gonzaga, dal duca di Ferrara Ercole d'Este e dai Trivulzio, lanciarono l'assedio della Mirandola il 17 giugno 1502. Dopo 50 giorni d'assedio, il 6 agosto 1502 Ludovico riuscì ad impadronirsi del castello dei Pico e a cacciare in esilio Gianfrancesco per otto anni.
Ludovico governò la Mirandola con pugno di ferro: catturò i seguaci di Girolamo Savonarola rifugiati e protetti da Gianfrancesco, mettendo al rogo Pietro Bernardino e giustiziando poi Cristoforo Grisolfi con otto complici accusati di lesa maestà. Ludovico cercò altresì di eliminare il fratello, inviando dei sicari a Roma, che però furono scoperti, imprigionati ed infine graziati dal Papa.
Nel 1503 Ludovico ed il cognato Alessandro Trivulzio furono di presidio fuori Roma con l'esercito francese, durante il conclave che elesse papa Pio III. In seguito assediò per conto di Valentino Cesare Borgia il castello di Ceri occupato da Giulio Orsini, che dopo 38 giorni dovette arrendersi per poi essere costretto ad assistere alla demolizione della sua fortezza.
Morto il fratello Federico l'8 agosto 1504, Ludovico divenne l'unico sovrano della Mirandola, già avviato verso un'alleanza con il re di Francia e con il supporto delle vicine famiglie Este, Gonzaga e Trivulzio.
Militò nel 1508 per Papa Giulio II nell'ambito della guerra della Lega di Cambrai contro i veneziani. Ludovico si recò a Bondanello con 60 balestrieri per catturare Manzino da Bologna, nemico dei Bentivoglio. L'8 agosto 1509 partecipò, assieme al marchese di Mantova Francesco II Gonzaga, alla conquista di Legnago, nel veronese: in questa occasione il Gonzaga venne catturato a Isola della Scala dal condottiero Girolamo Pompei, detto "Malanchino", e tradotto nelle carceri di Venezia. Ludovico morì 
il 16 dicembre 1509, pochi giorni prima della battaglia di Polesella, di ritorno da una scorreria ad Ariano nel Polesine, quando un colpo di falconetto sparato da una galea veneziana gli mozzò di netto la testa. La salma venne riportata a Mirandola da Niccolò d'Este e Mesino dal Forno e seppellita nel Pantheon dei Pico nella chiesa di San Francesco.
Il 6 gennaio 1510 l'imperatore Massimiliano decretò la successione del dominio sulla Mirandola a favore del figlio Galeotto II, che aveva all'epoca solo due anni, cosicché ne fu affidata la reggenza alla madre Francesca Trivulzio. Ciò portò alle violente proteste dello zio Gianfrancesco II che condussero al celebre assedio della Mirandola di papa Giulio II del 1510-1511.

## Discendenza
Ludovico sposò nel 1501 Francesca Trivulzio, figlia naturale di Gian Giacomo Trivulzio di Milano, dalla quale ebbe tre figli:
- Lucrezia (31 maggio 1505[10] - 15 ottobre 1550), sposò il conte Claudio Rangoni nel 1524, da cui ebbe il figlio Fulvio e Claudia;[11]
- Galeotto (1508-1550), condottiero ed erede del padre;
- Ludovica Chiara (12 gennaio 1510[10]-?), nata postuma e morta in tenera età

Ludovico ebbe anche due figli naturali: Ettore e Galeotto.

## Ascendenza
|                      |                  |                        | Genitori                 |  |  | Nonni |  |  | Bisnonni        |  |  | Trisnonni         |  |
|                      |                  |                        |                          |  |  |       |  |  | Giovanni I Pico |  |  | Francesco II Pico |  |
|                      |                  |                        |                          |  |  |       |  |  | Giovanni I Pico |  |  | Francesco II Pico |  |
|                      |                  | ?                      |                          |  |  |       |  |  | Giovanni I Pico |  |  |                   |  |
| Gianfrancesco I Pico |                  |                        |                          |  |  |       |  |  | Giovanni I Pico |  |  |                   |  |
|                      |                  | Caterina Bevilacqua    | ?                        |  |  |       |  |  |                 |  |  |                   |  |
|                      |                  | Caterina Bevilacqua    | ?                        |  |  |       |  |  |                 |  |  |                   |  |
|                      |                  | Caterina Bevilacqua    | ?                        |  |  |       |  |  |                 |  |  |                   |  |
| Galeotto I Pico      |                  | Caterina Bevilacqua    |                          |  |  |       |  |  |                 |  |  |                   |  |
|                      |                  | Feltrino Boiardo       | Matteo Boiardo           |  |  |       |  |  |                 |  |  |                   |  |
|                      |                  | Feltrino Boiardo       | Matteo Boiardo           |  |  |       |  |  |                 |  |  |                   |  |
|                      |                  | Feltrino Boiardo       | Bernardina Lambertini    |  |  |       |  |  |                 |  |  |                   |  |
| Giulia Boiardo       |                  | Feltrino Boiardo       |                          |  |  |       |  |  |                 |  |  |                   |  |
|                      |                  | Guiduccia da Correggio | Gherardo VI da Correggio |  |  |       |  |  |                 |  |  |                   |  |
|                      |                  | Guiduccia da Correggio | Gherardo VI da Correggio |  |  |       |  |  |                 |  |  |                   |  |
|                      |                  | Guiduccia da Correggio | ?                        |  |  |       |  |  |                 |  |  |                   |  |
| Ludovico I Pico      |                  | Guiduccia da Correggio |                          |  |  |       |  |  |                 |  |  |                   |  |
|                      | Alberto V d'Este | Obizzo III d'Este      |                          |  |  |       |  |  |                 |  |  |                   |  |
|                      | Alberto V d'Este | Obizzo III d'Este      |                          |  |  |       |  |  |                 |  |  |                   |  |
|                      | Alberto V d'Este | Lippa Ariosti          |                          |  |  |       |  |  |                 |  |  |                   |  |
| Niccolò III d'Este   | Alberto V d'Este |                        |                          |  |  |       |  |  |                 |  |  |                   |  |
|                      |                  | Isotta Albaresani      | Alberto Albaresani       |  |  |       |  |  |                 |  |  |                   |  |
|                      |                  | Isotta Albaresani      | Alberto Albaresani       |  |  |       |  |  |                 |  |  |                   |  |
|                      |                  | Isotta Albaresani      | ?                        |  |  |       |  |  |                 |  |  |                   |  |
| Bianca d'Este        |                  | Isotta Albaresani      |                          |  |  |       |  |  |                 |  |  |                   |  |
|                      |                  | ?                      | ?                        |  |  |       |  |  |                 |  |  |                   |  |
|                      |                  | ?                      | ?                        |  |  |       |  |  |                 |  |  |                   |  |
|                      |                  | ?                      | ?                        |  |  |       |  |  |                 |  |  |                   |  |
| Anna de' Roberti     |                  | ?                      |                          |  |  |       |  |  |                 |  |  |                   |  |
|                      |                  | ?                      | ?                        |  |  |       |  |  |                 |  |  |                   |  |
|                      |                  | ?                      | ?                        |  |  |       |  |  |                 |  |  |                   |  |
|                      |                  | ?                      | ?                        |  |  |       |  |  |                 |  |  |                   |  |
|                      |                  | ?                      |                          |  |  |       |  |  |                 |  |  |                   |  |

## Nella cultura
Baldassarre Castiglione scrisse una Prosopopea di Ludovico Pico, in cui è narrata in versi latini l'apparizione del fantasma di Ludovico sulle mura della Mirandola durante l'assedio della Mirandola di papa Giulio II del 1510-1511. Con la fronte insanguinata e il volto triste, lo spettro guarda l'accampamento in assetto di guerra e, con linguaggio patetico, si appella al Papa come "padre e pastore delle nazioni, grande arbitro del mondo, al quale Dio stesso ha dato potere sul paradiso e sull'inferno". "Che cosa ho fatto per portare una tale rovina sulla mia razza e sulla mia casa?" chiede il pallido fantasma e, indicando le ferite subite, implora il Santo Padre di avere compassione per la sua infelice moglie e i suoi figli innocenti, oltre che per le case in rovina e i campi desolati dei miserabili contadini le cui case erano state distrutte dal crudele flagello della guerra. Ma mentre l'eroico spirito versava il suo luttuoso lamento, il suono di cannoni rombanti irruppe nell'aria, scuotendo la terra con la loro furia: un'improvvisa vampata di fuoco illuminò la città in fiamme e, con un gemito, il triste spettro svanì nelle tenebre.
Il poema del Castiglione, tradotto in italiano dai professori Bruno Andreolli e Renata Bertoli, è stato musicato nel 2018 dal compositore mirandolese Andrea Secchi.